# مسجد شنقيط

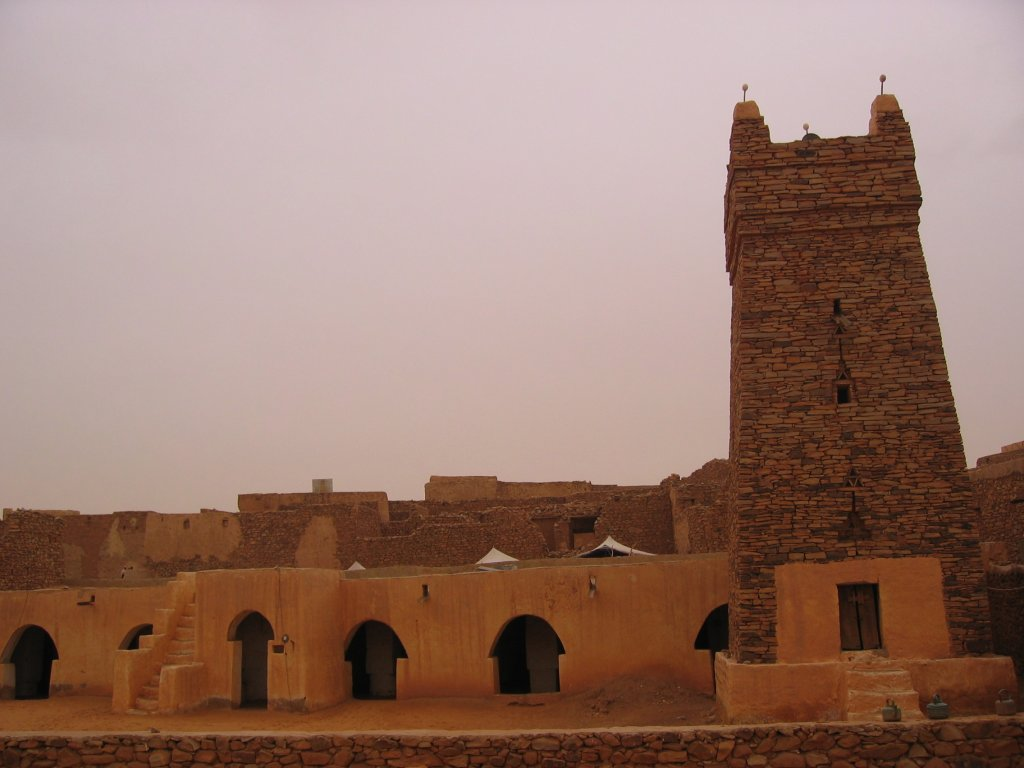
مسجد شنقيط

مسجد شنقيط هو مسجد يقع في مدينة شنقيط الموريتانية التي كانت في ما سبق مركز تعلم و عبادة تاريخي حيث بني خلال القرن الثالث أو الرابع عشر في واحة شنقيط في ولاية أدرار في موريتانيا. هندسيا تحتوي المنشأة على بهو للصلاة و أربعة ممرات إضافة إلى باب رمزي ذي محربين يطلان شطر مكة المكرمة و فناء مكشوف. يتميز المسجد ببنائه الحر القائم على الحجارة المقطوعة و المئذنة المربعة الشكل علاوة على خلوه من الزينة تماشيا مع المذهب المالكي للموجدي المدينة. يعتبر المسجد و صومعته أحد الشعارات الوطنية للبلاد. قامت منظمة اليونسكو في سبعينيات القرن الماضي بإجراء عدة إصلاحات ولكن برغم من ذلك فإن المدينة ماتزال مهددة من ظاهرة التصحر.

## المئذنة
مئذنة المسجد مستطيلة الشكل، وتقف في وسط المدينة القديمة. داخل المئذنة يوجد سُلّم ملتف يؤدي إلى قمتها، بينما تحتوي جدرانها على فتحات للتهوية والإضاءة، مما أضاف لمسات فنية زادت من جمال شكلها الخارجي. وعندما يصل الزائر إلى قمة المئذنة، يستطيع أن يرى منظر المدينة. كما سيلاحظ عن قرب بيض النعام الموضوعة فوق أعلى زوايا المئذنة الخمس. ومع مرور الوقت، أصبح سطح المئذنة بمثابة سجل للزوار، حيث يدوّن فيها العديد منهم أسماءهم وعبارات إعجابهم بالمدينة والمسجد والمئذنة، مكتوبة بأبرز لغات العالم. وبعض الزوار يكتبون فيها الشهادتين كإشارة للتبرك. وعند النزول من المئذنة والتوجه إلى داخل المسجد، يلتقي الزائر بـ "صخرة التوقيت"، وهي صخرة تُستخدم لتحديد وقتي صلاتي الظهر والعصر باستخدام الظل، وهو تقليد متوارث في مدينة شنقيط منذ تأسيس الجامع.
يحتوي المسجد العتيق في شنقيط على خمسة أبواب يمكن للمصلين الدخول منها، بينما يوجد باب سادس مخفي خلف المئذنة من جهة اليمين. هذا الباب يؤدي عبر ممر ضيق إلى المصلى المخصص للنساء في الركن الجنوبي الغربي من المسجد. وتحيط بجدران المئذنة من جميع الجهات مئات القطع الصخرية التي نُقشت عليها أسماء بعض من أبناء المدينة الذين سافروا خارجها. هذا التقليد العريق يعود إلى فترة قديمة، حيث كان أبناء المدينة يخرجون في قوافل تجارية وعلمية إلى بلاد السودان وبلاد المغرب، فيغيبون عن المدينة لشهور أو أعوام، ويُصاب البعض منهم بالأوبئة والأمراض في تلك البلدان. فيقوم رفاقهم بنقش أسمائهم على قطع حجرية صغيرة، ويعودون بها إلى المسجد لتظل ذكرى هؤلاء الراحلين حاضرة في قلوب أهل المدينة، يتذكرونهم كلما زاروا المسجد ورأوا تلك القطع الصخرية. وهكذا تحوّلت جدران مئذنة مسجد شنقيط إلى متحف مفتوح لأسماء مئات الراحلين عبر الزمن.
وقد واجه مسجد شنقيط، كغيره من مباني المدينة التاريخية، قسوة الطبيعة الصحراوية من رمال وزوابع، مما دفع أهل شنقيط إلى الصمود أمام هذه التحديات. في عام 1378 هجريًا، قاموا بترميم الجامع، مُحافظين على تصميمه الأصلي وأبعاده التاريخية، بالإضافة إلى الأساسات التي أُسِّس عليها المسجد منذ أول يوم.

## أئمة المسجد
تظهر وثيقة كتبت نهاية القرن الهجري المنصرم أسماء بعض الأئمة الذين تعاقبوا على الجامع منذ تأسيسه:
- وأول هؤلاء الأئمة هو العالم المشهور محمد قلي بن ابراهيم البكري.
- محمد بن محمد قلي.
- موسى بن محمد.
- ثم انتقلت بعد ذلك الإمامة طيلة خمسين سنة إلى علماء من مجموعة آل شمس الدين، قبل أن ينتقلوا إلى أطار إثر خلاف مع بعض سكان شنقيط لتعود الإمامة بعد ذلك إلى أحفاد محمد قلي، حيث استلمها تاج الدين محمد بن موسى.
- حبيب الله بن عبد الله.
- الوافي بن حبيب الله.
- حمبل بن حبيب الله.
- الشيخ سيد أحمد بن الوافي.
- إبراهيم بن حمبل.
- الإمام محمد بن إبراهيم.
- محمد بن الأمين المعروف بإمام الوطنية.
- الإمام محمد أحمد بن حنبل.
- محمد بن عبد الرحمن بن الوافي.
- الإمام سماكم بن الأمين.
- أحمد الملقب حبت.
- الإمام محمد بن أحمد.
- سيد أحمد بن الإمام محمد.
- الإمام عبد الرحمن بن الإمام سيدي محمد.
- محمد بن عبد الرحمن.
- محمد بن عبدي بن الحسن.
- عبد الرحمن بن البخاري بن أحمد محمود الملقب دحان(بقي إماما لمدة 39 ونصف السنة). توفي سنة 1345هـ.
- محمد عبد الرحمن بن السبتي الملقب الطفيل.
- محمد عبد الله بن الغلام (الملقب حالله).
- محمد المختار بن الديدي.
- محمد عبد الرحيم بن السبتي المعروف بالدي.
- منَ بن محمد عبد الرحمن بن السبتي.
- سيد أحمد بن دحان.
- محمد الأمين بن الغلام.
- سيدأحمد بن السبتي.
- محمد الأمين بن محمد عبد الله(حالله) بن الغلام.
- العلامة يسلم بن البح الذي تنازل عن الإمامة بعد تقدمه في السن.
- أب ولد المد ولد احمد محمود.[5]